# Yvonne Daumerie
Yvonne Kuhnert Daumerie (Bremen, dècada del 1890? – Rio de Janeiro, 3 de gener de 1977) va ser una ballarina, coreògrafa, cantant i professora de dansa brasilera. És coneguda per haver participat, el febrer de 1922, en la Setmana d'Art Modern de São Paulo, protagonitzant l'única peça d'arts escèniques de l'esdeveniment. Malgrat això, la seva figura va quedar difuminada i se la considera la "personalitat oblidada" del moviment.

## Biografia

### Inicis
Va néixer a Alemanya, de pare alemany i mare franco-brasilera, comerciants dedicats a la importació i exportació. La família va arribar a Bahia quan Yvonne tenia sis mesos de vida, i van mudar-se a São Paulo a començaments del segle xx. Des d'inicis de la dècada del 1920, Yvonne Daumerie s'anunciava com professora i coreògrafa. Va formar-se en el Conservatori Dramàtic i Musical de São Paulo i va rebre classes de piano d'Antonieta Rudge i d'Ernani Braga; i de cant de la prestigiosa Yvonne Bouron.
Isadora Duncan —qui havia actuat l'any 1916 a São Paulo— i Anna Pàvlova —1918 i 1919— són citades com les màximes influències de la brasilera. Altres ballarines que havien servit de referència van ser Loïe Fuller i Carmen Tórtola. Totes elles havien destacat per ballar peces clàssiques que no havien sigut creades específicament per a la dansa. El primer registre de la carrera professional de Daumerie data de juny de 1920, quan va dirigir la dansa de l'opereta O Thesouro da Feiticeira en un acte en benefici de la Creu Roja brasilera.

### El modernisme de 1922
El mes de febrer de 1922 es va celebrar la Setmana d'Art Modern, que va constar de tres jornades. El programa d'activitats anava carregat de literatura, pintura i escultura, deixant poc espai per a la música i el teatre: pel segon dia estava previst el concert de la pianista Guiomar Novaes, mentre que el mestre Heitor Villa-Lobos havia d'actuar en la clausura. La inauguració, el 13 de febrer, havia sigut força polèmica, doncs el rupturisme proposat per Mário de Andrade, Graça Aranha, Anita Malfatti, Rego Monteiro i altres, no havia rebut una bona acollida per part de la conservadora burgesia paulistana.
Guiomar Novaes era percebuda com una nota dissonant dins del moviment modernista brasiler, ja que si bé tenia una proposta d'avantguarda, no creia en el trencament radical dels seus companys de generació. Les peces interpretades per Novaes al piano van ser acompanyades per la dansa d'Yvonne Daumerie. En paraules de Menotti Del Picchia, es tractava de la «ballarina més notable de la generació jove». El 15 de febrer, Daumerie va actuar vestida de papallona o libèl·lula i, malgrat allunyar-se del ballet clàssic, el públic del Theatro Municipal de São Paulo va donar-li el seu vist-i-plau. Així com Novaes, va acabar per distanciar-se del nucli modernista, cercant un equilibri entre les noves propostes i les antigues. En una entrevista de 1928, va declarar: «Soc una futurista històrica».
El maig de 1922, va ser contractada per coreografiar el 1r i 4t actes de l'òpera Carmen, de Bizet, presentada per la Companyia de l'Escola Nacional d'Òpera Lírica, sota la direcció d'Alessio Filippo. Van ser tres nits, del 31 de maig al 2 de juny. El setembre d'aquell any, va actuar en un sarau protagonitzar per l'escriptor lisboeta António Ferro. Daumerie va tornar a ser convidada en la festa de comiat de l'autor portuguès, el 5 de desembre, novament al Theatro.

### Maduresa
Va treballar amb l'Escola Lírica en dues ocasions més. El 1924 va coreografiar una adaptació de La Bella Dorment, que li va valdre el reconeixement de l'elit paulistana i la crítica especialitzada, arribant a ser portada de la revista Vida Moderna. Ja en 1926, va participar de l'obra del brasiler Carlos de Campos Um caso singular. Des de llavors, no es té constància de que Daumerie continués exercint com a ballarina o coreògrafa, però sí que va seguir actuant com a cantant i guitarrista interpretant peces del folklore nacional. En la dècada del 1930 va contraure matrimoni amb Alípio Ramos, un conegut productor de cinema. Inclús va participar en una de les pel·lícules del marit, Querida Suzana (1947), per a la què va compondre la cançó Eu e você. El 1943, van establir el domicili a Rio de Janeiro.
L'any 1944 va col·laborar amb dos actes de caràcter polític: el Dia Panamericà, celebrat el 14 d'abril enmig dels preparatius per a l'enviament de tropes per combatre en la Segona Guerra Mundial; i el dia 19 d'abril en un programa de ràdio en commemoració de l'aniversari del president Getúlio Vargas. En la dècada del 1950 va tenir dues aparicions cantant amb la seva filla, Janine Ramos, interpretant cançons brasileres i sud-americanes. Va gaudir d'una sòlida carrera com a cantant, estimada principalment per la classe benestant del país.